# Grand Slam (tennis)
|  | Per a altres significats, vegeu «Grand Slam (rugbi)». |

En tennis, es diu que un jugador o una parella de dobles assoleix el Grand Slam si obté tots els següents tornejos el mateix any: 
| Nom                      | Superfície   | Estadis                                         | Localització                 | País       |
| Open d'Austràlia         | Pista dura   | Rod Laver Arena, Melbourne Park                 | Melbourne                    | Austràlia  |
| Torneig de Roland Garros | Terra batuda | Court Philippe Chatrier i Court Suzanne Lenglen | París                        | França     |
| Torneig de Wimbledon     | Herba        | All-England Lawn-Tennis Club                    | Wimbledon (Londres)          | Regne Unit |
| Open dels Estats Units   | Pista dura   | Arthur Ashe Stadium                             | Flushing Meadows (Nova York) | EUA        |

Aquests campionats, que es disputen anualment, se solen anomenar tornejos de Grand Slam. A més de ser els que tenen més fama entre jugadors i afeccionats a l'esport, són els que atorguen més premis en efectiu i punts per al rànquing mundial. Quan un jugador guanya algun d'aquests quatre tornejos, es diu que ha assolit un títol de Grand Slam.

## Història
La denominació Grand Slam la va utilitzar per primera vegada l'any 1933 el periodista nord-americà John Kieran. Kieran va assenyalar que els quatre tornejos més grans eren els d'Austràlia, França, Anglaterra i Estats Units perquè, en aquell moment, eren els més importants que es disputaven entre els països que havien obtingut la Copa Davis.
Va ser el 1938 quan el tennista Donald Budge va assolir el primer Grand Slam a la història en obtenir els quatre tornejos grans el mateix any.

## Guanyadors

### Grand Slam veritable
Els jugadors que han guanyat el veritable Grand Slam, els quatre tornejos en un mateix any, en individuals són: 
- Don Budge (1938)
- Maureen Connolly (1953)
- Rod Laver (1962)
- Rod Laver (1969)
- Margaret Court (1970)
- Steffi Graf (1988) (va obtenir també la medalla d'or als Jocs Olímpics de 1988, obtenint d'aquesta manera un Golden Slam)

Les parelles que han obtingut el Grand Slam en la modalitat de dobles són: 
- Frank Sedgman i Ken McGregor (1951)
- Margaret Court i Ken Fletcher (1963)
- Martina Navrátilová i Pam Shriver (1984)

Addicionalment, els tres jugadors que van obtenir el Grand Slam en dobles però van canviar de parella després de l'Obert d'Austràlia, són: 
- Maria Bueno (1960), amb Christine Truman i després amb Darlene Hard.
- Owen Davidson (1967), amb Lesley Turner i després amb Billie Jean King.
- Martina Hingis (1998), amb Mirjana Lucic i després amb Jana Novotna.

### Quatre títols consecutius
Encara que la denominació de Grand Slam es va encunyar originalment per a aquells jugadors que guanyessin els quatre títols en el mateix any, tot i que alguns ho usen per a aquells que guanyen els quatre tornejos en forma consecutiva, sense importar si l'assoliment es va realitzar en un any o al llarg de dues temporades. Durant una entrevista amb Serena Williams a l'Open dels Estats Units, després que la tennista obtingués els quatre tornejos grans en forma consecutiva però al llarg de dues temporades, un periodista va usar l'expressió Serena Eslam per a descriure aquest assoliment.
Els guanyadors dels quatre tornejos grans en forma consecutiva, però no en un mateix any, són: 
- Martina Navrátilová (1983-1984), sis tornejos consecutius

L'Open d'Austràlia es va disputar al desembre des de 1977 fins a 1985, després d'això va tornar a la seva ubicació clàssica al gener el 1987. La ratxa de Navrátilová va incloure Wimbledon, l'Open dels Estats Units i l'Obert d'Austràlia el 1983, seguits del Torneig de Roland Garros, Wimbledon, i novament l'Open dels Estats Units el 1984
- Steffi Graf (1993-1994)
- Serena Williams (2002-2003)
- Novak Đoković (2015-2016)

### Grand Slam durant la carrera
Es diu que un jugador va assolir un Grand Slam durant la carrera quan va obtenir els quatre tornejos de Grand Slam en la seva carrera professional, encara que no en forma consecutiva.

#### Individuals
Els tennistes que van arribar aquest assoliment van ser, s'inclouen els anys dels triomfs i l'edat entre claudàtors: 
- Fred Perry (1933-1934-1935) [26 anys]
- Doris Hart (1949-1950-1951-1954) [29 anys]
- Shirley Fry (1951-1956-1957) [30 anys]
- Roy Emerson (1961-1963-1964) [28 anys]
- Billie Jean King (1966-1967-1968-1972) [29 anys]
- Chris Evert (1974-1975-1982) [28 anys]
- Andre Agassi (1992-1994-1995-1999) [29 anys]
- Roger Federer (2003-2004-2009) [27 anys]
- Rafael Nadal (2005-2008-2009-2010) [24 anys]
- Maria Xaràpova (2004-2006-2008-2012) [25 anys]

Especialment en la competició masculina, diversos jugadors que van dominar una època no van assolir el Grand Slam durant la seva carrera per la seva dificultat amb algun dels quatre tornejos grans, moltes vegades degut al fet que la superfície de joc no s'adaptava a l'estil del jugador. A John Newcombe, Jimmy Connors, Boris Becker, Stefan Edberg i Pete Sampras els va faltar guanyar el Torneig de Roland Garros, mentre que Ken Rosewall, Guillermo Vilas, Ivan Lendl i Mats Wilander no van assolir triomfar al Torneig de Wimbledon.

#### Dobles
Parelles que van assolir un Gran Slam al llarg de tota la seva carrera: 
- Todd Woodbridge i Mark Woodforde (1992-1993-1995-2000)
- Jacco Eltingh i Paul Haarhuis (1994-1995-1998)
- Serena Williams i Venus Williams (1999-2000-2001)

Jugadors que van assolir un Grand Slam al llarg de tota la seva carrera, amb diferents companys: 
- Doris Hart (1947-1948-1950-1951)
- Shirley Fry (1950-1951-1957)
- Roy Emerson (1959-1960-1962)
- John Fitzgerald (1982-1984-1986-1989)
- Anders Jarryd (1983-1987-1989)
- Jacco Eltingh (1994-1995-1998)
- Paul Haarhuis (1994-1995-1998)
- Jonas Bjorkman (1998-2002-2003-2005)

Jugadors que van assolir el Grand Slam al llarg de tota la seva carrera en la modalitat de dobles mixts: 
- Billie Jean King (1967-1968)
- Martina Navrátilová (1974-1985-2003)

## Golden Slam

### Veritable Golden Slam
El Golden Slam o Golden Grand Slam implica guanyar els quatre tornejos de Grand Slam i la medalla d'or als Jocs Olímpics el mateix any. És un honor de gran dificultat, ja que els Jocs Olímpics tan sols es realitzen un cop cada quatre anys.
Fins al moment només una tennista ostenta aquest rècord:
- Steffi Graf (1988)

### Golden Slam durant la carrera
Aquest assoliment implica guanyar els quatre tornejos de Grand Slam i la medalla d'or als Jocs Olímpics, encara que no de manera consecutiva.

#### Individuals
- Andre Agassi (1992-1994-1995-1996-1999)
- Rafael Nadal (2005-2008-2008-2009-2010)
- Novak Đoković (2008-2011-2011-2016-2024)

#### Dobles
- Serena Williams i Venus Williams (1999-2000-2001)